# Super deformed

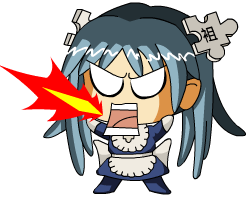
Exemple de personnage de manga super-déformé.

Le terme anglophone super deformed (SD, en japonais chibi) désigne un style graphique surtout utilisé dans les jeux vidéo et les mangas. C'est un style de dessin particulier dans lequel un personnage est dessiné avec une tête énorme, pouvant faire plus de deux fois la taille du tronc alors que, dans les proportions canoniques, elle ne fait qu'un tiers.

## Terminologie

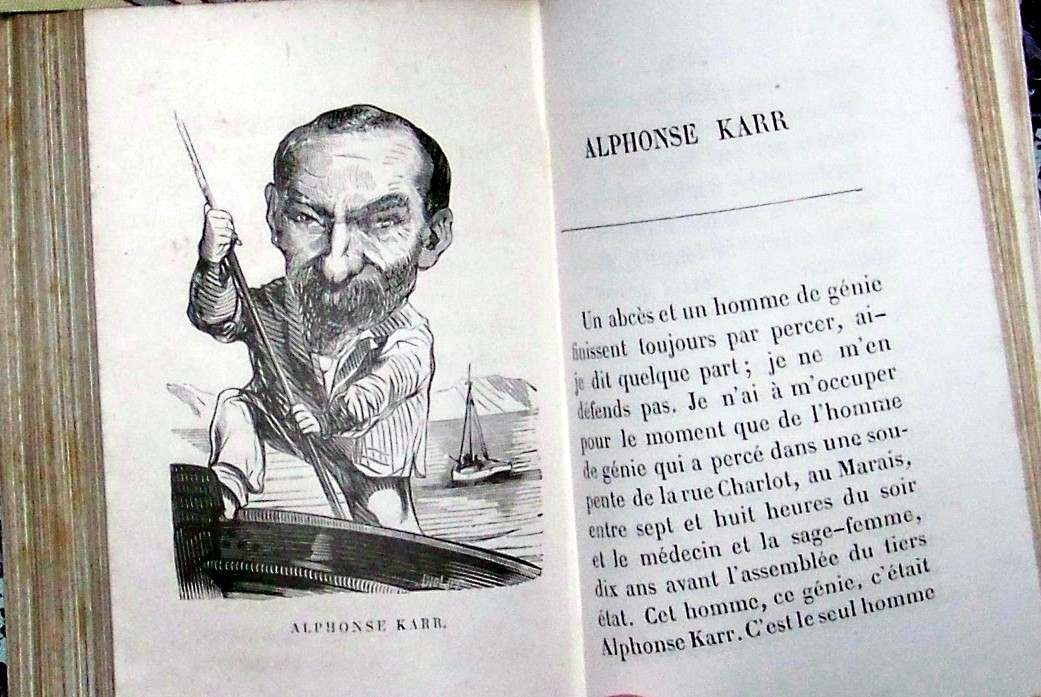
Le graphisme adopté par Félix Tournachon, dit Nadar, pour illustrer Les Binettes contemporaines de Commerson (vers 1855), préfigure le style super deformed.

Le terme super deformed se réfère au japonais deforume (デフォルメ), lequel est un terme appartenant au lexique de l'art, et trouve son origine dans le français « déformer ». Il est généralement employé sous sa forme abrégée, « SD », et souvent transcrit sous la forme de l'anglicisme super deformed.
Si le terme est nouveau et particulier, on retrouve ces proportions dans les illustrations, bandes dessinées et dessins animés depuis au moins la fin du XIXe siècle en Europe, par exemple dans les « binettes » de Nadar, et au XXe siècle aux États-Unis, comme dans les univers de Betty Boop ou de Mickey Mouse. Certaines statues des arts premiers dans le monde présentaient déjà ce type de proportions.
Depuis quelques années, l'appellation SD tend à disparaître au Japon. Elle est parfois remplacée par le terme « petit » du français, que les japonais prononcent puchi (プチ, du français « petit »). Il semble relever au Japon d'un effet de mode lié à la culture otaku et peut, en général, être remplacé par le terme nitoushin (二頭身, littéralement : corps - deux têtes), qui est compris par une fraction plus large de la population.

## Exemples

### Manga et anime
- Franchise parodique SD Gundam (SDガンダム, Esu Dī Gandamu?)
- Les Aventures des Mini-Déesses (ああっ女神さまっ 小っちゃいって事は便利だねっ, Aa! Megami-sama: Chicchaitte koto wa benri da ne?) d'Hiroko Kazui
- Lucky☆Star (らき☆すた, Raki☆Suta?) de Kagami Yoshimizu
- Naruto SD Rock Lee : Les Péripéties d'un ninja en herbe (NARUTO -ナルト- SD ロック・リーの青春フルパワー忍伝, Naruto SD: Rokku Rī no Seishun Furu-Pawā Ninden?) de Masahiko Murata

### Jeux vidéo
- Virtua Fighter Kids sur Saturn (1996)
- Final Fantasy VII sur PlayStation (1997) (uniquement pendant les phases d'exploration)
- Pocket Fighter sur PlayStation (1998)
- Guilty Gear Petit sur WonderSwan Color (2001)
- Franchise SNK sur Neo-Geo Pocket
- Inazuma Eleven SD sur iOS et Android (2019) (uniquement au Japon)